# Басма бинт Сауд Аль Сауд
Басма бинт Сауд (араб. بسمة بنت سعود بن عبد العزيز آل سعود‎; род. 1 марта 1964) — саудовская предпринимательница, член дома Саудитов. С 2010 года проживает в Актоне, на западе Лондона. Она выступает за реформы в общественной жизни Саудовской Аравии.

## Биография

### Ранняя жизнь
Басма бинт Сауд родилась 1 марта 1964 года. Она стала 115-м и самым младшим ребёнком короля Сауда. Ёе мать, Джамиля Мерхи, происходила из Сирии и была выбрана в качестве супруги короля Саудовской Аравии в своё посещение Мекки во время хаджа.
Басма родилась в последние дни правления своего отца. Она видела его только дважды, когда ей было пять лет. Её мать забрала Басму с собой, перебравшись в ливанскую столицу Бейрут. Когда в 1975 году в Ливане вспыхнула гражданская война, семья бежала в Великобританию.

### Образование
В Бейруте Басма бинт Сауд посещала французскую школу. В Великобритании она обучалась в хартфордширской школе для девочек и колледже в Лондоне. Затем она провела два года, получая образование в Швейцарии. Басма изучала медицину, психологию и английскую литературу в Бейрутском арабском университете.

### Личная жизнь
Принцесса Басма вышла замуж за представителя семьи аш-Шариф в 1988 году, а в 2007 году супруги развелись У Басмы — пятеро детей, трое из которых живут с ней в Актоне. У неё три дочери и два сына: Сауд, Сара, Самахир, Сохуд и Ахмад.

### Бизнес
После развода со своим саудовским мужем Басма бинт Сауд открыла сеть ресторанов в Саудовской Аравии, планируя расширить её за счёт открытия заведений в Великобритании. В 2008 году она основала медиакомпанию Media Ecco.

### Взгляды
Басма бинт Сауд — умеренный сторонник реформ в общественной жизни Саудовской Аравии. Она активно вовлечена в деятельность различных социальных институтов и правозащитных организаций. Она стала выражать свои взгляды в арабских и международных СМИ, писать статьи о тяжёлых условиях жизни саудовцев, особенно женщин. Однако её критика не была обращена напрямую к королевской семье, а касалась преимущественно губернаторов и других чиновников не самого высокого уровня.
Её статьи и блог были подвергнуты критике на родине, и Басма сообщила The Independent, что саудовские чиновники начали цензурировать её статьи. С другой стороны, она настаивала на том, что её переезд из Джидды в Актон не был вызван давлением со стороны властей Саудовской Аравии. Басма бинт Сауд поставила под сомнение использование фикха в саудовском обществе, утверждая, что религиозные учреждения должны быть реформированы с тем, чтобы они играли конструктивную роль в модернизации общества и способствовали улучшению положения женщин в стране.

#### Заключение и освобождение
В феврале 2019 года вместе с дочерью Сухуд была арестована по неизвестным причинам. Принцесса собиралась покинуть страну для лечения за границей. О её судьбе долго было ничего неизвестно. Считалось, что причина её ареста её — политические взгляды.
Проведя почти 3 года в заключении принцесса и её дочь в январе 2022 года были отпущены на свободу.